# شریف عثمان
شریف عثمان (زاده ۱۵ سپتامبر ۱۹۸۲) وزنه‌بردار معلول اهل مصر است که در بازی‌های پارالمپیک ۲۰۰۸ و ۲۰۱۲ و ۲۰۱۶ موفق به کسب مدال طلا شد.